# Fontaine de Trescoët
La fontaine de Trescoët est située  près du lieu-dit "le petit Moustoir", à deux kilomètres au nord de la Chapelle Notre-Dame-de-Trescoët, à  Caudan dans le Morbihan.

## Historique
Une fontaine est rattachée à la Chapelle Notre-Dame-de-Trescoët.
Son eau a dit-on le pouvoir de donner la force ; ainsi frictionne-t-on par exemple les jambes d'un bébé qui tarde à marcher. 
Les adultes doivent plonger le bras dans la fontaine de sorte qu'une fois ressorti, quelques gouttes coulent vers le torse
La fontaine fait l’objet d’une inscription au titre des monuments historiques depuis le 29 mars 1935.